# Srbuk
Србуі Саргсян (вірм. Սրբուհի Սարգսյան; нар. 3 квітня 1994, Єреван, Вірменія) — вірменська співачка, більш відома як Srbuk. Фіналістка вірменського шоу «Х-Фактор» та українському шоу «Голос країни», представниця Вірменії на пісенному конкурсі «Євробачення 2019».

## Біографія
Народилась 1994 року в Єревані. Згодом навчалась у Єреванській державній консерваторії імені Комітаса, де вивчила гру на кануні.
2010 року взяла участь у вірменському шоу «Х-Фактор», де зайняла друге місце. 2012 року сформувала свій музичний гурт під назвою «Allusion».
2016 року випустила дебютний сингл «Yete Karogh Es». Через два роки взяла участь в українському шоу «Голос країни», де потрапила до команди Потапа та зайняла підсумкове четверте місце. У листопаді 2018 року було оголошено, що вона представлятиме Вірменію на пісенному конкурсі Євробачення 2019.

## Дискографія

### Сингли
- «Yete Karogh Es» (2016)
- «Half a Goddess» (2018)
- «Walking out» (2019)
- «Hagtelu enq» (за участі Гора Суджяна, Мавра Мкртчяна та Геворга Акобяна) (2020)
- «Mez vochinch chi haghti» (за участі Артура Хаченця, Івети Мукучян, Гора Суджяна, Севака Амрояна, Севака Ханагяна та Соні Рубенян) (2020)